# Caroléens

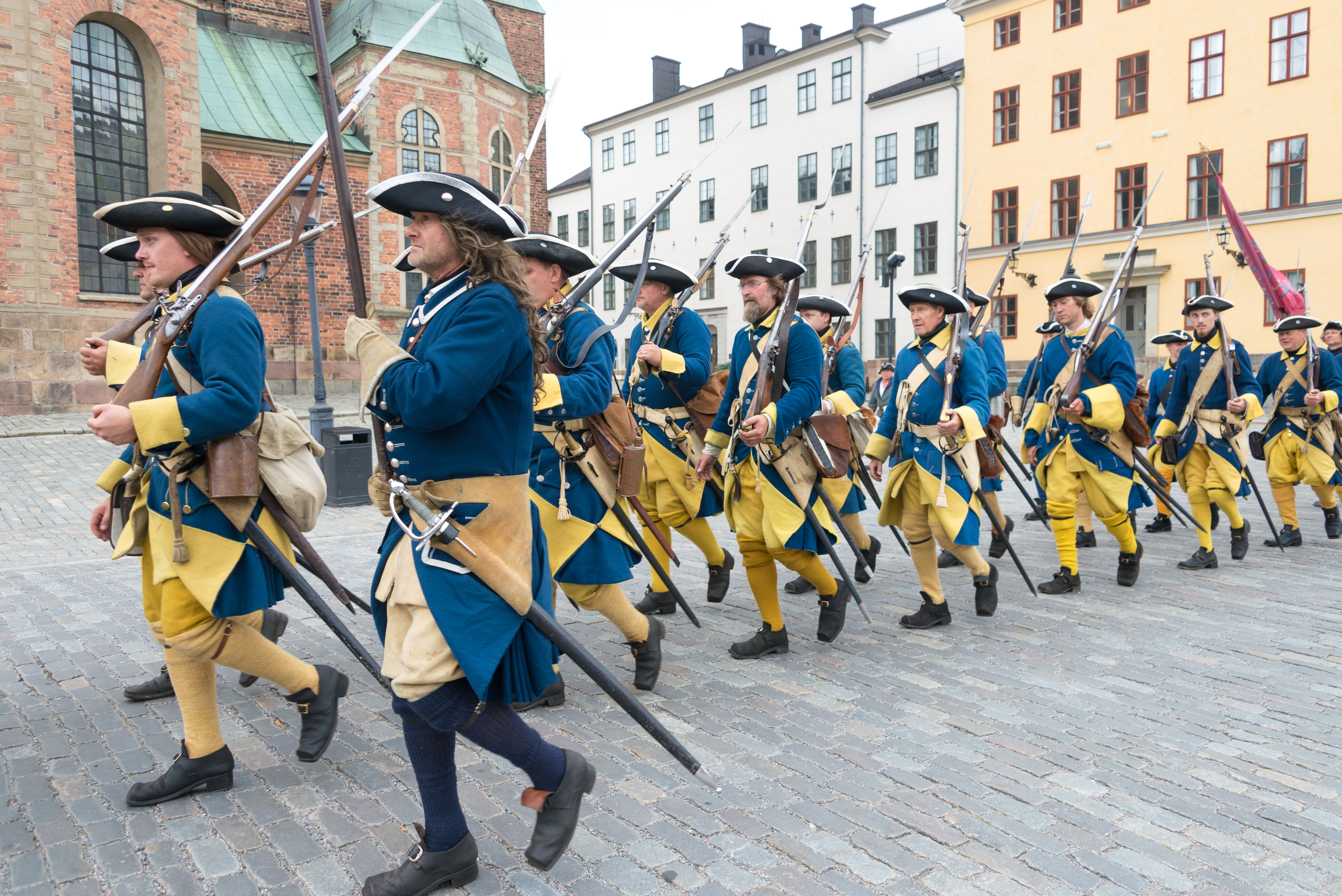
Figurants jouant des Caroléens à l'extérieur de l'église de Riddarholmen, Stockholm en 2019.

Les Caroléens (en suédois : karoliner, de Carolus, la forme latine du nom Charles) sont les soldats de l'armée suédoise sous les règnes des rois de Suède Charles XI et Charles XII, et plus précisément à partir de 1680, lorsque Charles XI institue une monarchie absolue et se lance dans une série de réformes militaires radicales, jusqu'à la mort de Charles XII en 1718.
Les Caroléens sont particulièrement associés à Charles XII et à ses campagnes de la Grande guerre du Nord (1700-1721), au cours desquelles ils remportent une série de victoires impressionnantes, souvent contre des forces ennemies plus importantes, et s'établissent comme une armée redoutée en Europe. Cependant, la principale armée de campagne suédoise est presque entièrement anéantie après la défaite à la bataille de Poltava et la guerre s'est finalement terminée par une défaite totale et le démembrement de l'Empire suédois.